# Guioa aryteroides
Guioa aryteroides är en kinesträdsväxtart som beskrevs av André Guillaumin. Guioa aryteroides ingår i släktet Guioa och familjen kinesträdsväxter. Inga underarter finns listade i Catalogue of Life.